# Theridion longipili
Espèce
Theridion longipili est une espèce d'araignées aranéomorphes de la famille des Theridiidae.

## Distribution
Cette espèce est endémique de Corée du Sud.

## Publication originale
- Seo, 2004 : A new species of Theridion Walckenaer (Araneae: Theridiidae) from Korea. Entomological Research, vol. 34, no 2, p. 79-81.